# Susanne Klein-Vogelbach
Susanne Klein-Vogelbach (* 6. Oktober 1909 in Basel; † 9. November 1996) war eine Schweizer Gymnastiklehrerin und Physiotherapeutin.

## Leben
Susanne Klein-Vogelbach absolvierte nach dem Abitur die Schauspielschule in München. Nach kurzer Bühnentätigkeit schloss sie eine Ausbildung zur Lehrerin für rhythmische Gymnastik am Konservatorium Basel an, die schließlich die Grundlage für ihre spätere Arbeit als Physiotherapeutin bildete. Danach lebte sie sieben Jahre lang in Japan. Als sie nach Basel zurückkehrte, gründete sie eine eigene Praxis und später eine eigene Schule für Physiotherapie am Kantonskrankenhaus in Basel. In den Jahren 1955 bis 1975 entwickelte sie die Funktionelle Bewegungslehre, für die sie im Jahre 1979 von der medizinischen Fakultät der Universität Basel mit dem Ehrendoktorat ausgezeichnet wurde. Ab 1963 begann sie, Fortbildungskurse im In- und Ausland in diesem Bereich zu geben und in den 1980er Jahren begann die Ausbildung der ersten FBL-Instruktoren. Die Funktionelle Bewegungslehre setzt auch heute noch Maßstäbe in der Physiotherapie. Es folgten ab dem Jahre 1976 zahllose Vorträge auf nationalen und internationalen Kongressen sowie Veröffentlichungen mehrerer Bücher. Seit dem Sommer 2020 trägt ein Hörsaal des Departements Gesundheit der Zürcher Hochschule für Angewandte Wissenschaften den Namen Susanne Klein-Vogelbach.

## Publikationen
- Therapeutische Übungen zur funktionellen Bewegungslehre. Springer, Berlin 1992, 3., überarbeitete Auflage
- Gangschulung zur funktionellen Bewegungslehre. Springer, Berlin 1995
- Gymnastique sur ballon. Masson, Paris (Frankreich) 1995
- Musikinstrument und Körperhaltung. Springer, Berlin 2000
- Berufsbedingte Erkrankungen bei Musikern. Springer, Berlin 2000
- Funktionelle Bewegungslehre. Springer, Berlin 2001, 4., vollständig überarbeitete Auflage
- Funktionelle Bewegungslehre – Ballübungen. Springer, Berlin 2003, 4., völlig neu bearbeitete Auflage
- FBL Klein-Vogelbach functional kinetics. Springer, Heidelberg 2007, 6. Auflage